# Chilapa de Álvarez
Chilapa de Álvarez, (del náhuatl: Chilapan ‘Chilares’‘Lugar de Chilares’), conocida simplemente como Chilapa, es una ciudad mexicana, cabecera del municipio homónimo en el estado de Guerrero. Se localiza en la zona centro-este del estado formando parte de la región Centro. A su vez, se localiza a unos 54 kilómetros de la ciudad capital Chilpancingo, sobre la carretera federal que conduce a localidad de Tlapa de Comonfort.
Es la séptima ciudad más poblada del estado acumulando un total de 33,783 habitantes en 2020, de acuerdo con el último conteo y delimitación oficial realizada en 2020 en conjunto por el Instituto Nacional de Estadística y Geografía, el Consejo Nacional de Población y la Secretaría de Desarrollo Social.
Su superficie está constituida por pequeños valles donde se localizan los principales asentamientos humanos, cubriendo el 10% aproximadamente del total del territorio. La importancia del asentamiento es que el territorio que actualmente comprende Chilapa, fue habitado desde épocas tempranas por tribus nómadas en búsqueda de alimentación y climas benignos.
En cuanto a su hidrografía el Municipio es atravesado en su zona central, por el parte aguas de la vertiente norte de la Sierra Madre del Sur, las corrientes se encuentran divididas en dos: Las que van hacia la vertiente externa del Pacífico, donde su principal corriente es el río de Xiloxuchicán, San Ángel y los que van hacia la vertiente interna del río Balsas, su principal corriente es el río Atzacoaloya-Acatlán.

## Toponimia y símbolos

### Significado
Sobre el origen de la palabra Chilapa existen varias versiones. La que etimológicamente parece más fundada la hace derivar de Chilāpan 'sobre el río rojo' (de chīl-li 'rojo', ā-tl 'agua' y -pan 'sobre'. Otra versión es que la palabra Chilapa es de origen Náhuatl y sus raíces son “Chilapan” que significa “lugar de chilares”.
El complemento Álvarez se le agrega en honor a Juan Álvarez Hurtado, insurgente de la revolución de Ayutla.

### Escudo
El Escudo de Chilapa, fue aprobado en sesión de cabildo municipal en el año 2007, antecedente que se encuentran suscritos en el Bando de Policía y buen Gobierno del Municipio de Chilapa de Álvarez.
El escudo está dividido en cuatro cuarteles:
- Cuartel superior izquierdo: sobre ondas azules y plata un chile rojo con el tallo verde.
- Cuartel superior derecho: en oro, unas peñas de color natural sobre ondas azules y plata, en las que está posada un águila exployada de color natural, coronada de oro, con las patas y pico de lo mismo y circundada de 13 estrellas de plata.
- Cuartel inferior izquierdo: en oro, un jaguar rampante en color natural.
- Cuartel inferior derecho: en plata, el símbolo moderno de los agustinos mexicanos.
- Abajo, en una cinta de plata, las palabras en latín: Chilapa Culturalis Fusio.

## Historia

### Época virreinal
Se dice que en el año 1458, Moctezuma Ilhuicamina ordenó a Texolo Tecutlicute fundar un puesto de avanzada en el sur. El enviado escogió el cerro denominado Chilapantepetl y ahí se asentaron los primeros habitantes de lo que sería más tarde Chilapa.
En 1552 el capitán español Gonzalo Sandoval conquista Chilapantepet y el territorio es entregado como encomienda a Diego de Ordaz y Villa Gómez.
La rebelión de los indígenas de Chilapa y de otros pueblos ante la avaricia de los conquistadores españoles se dio en 1531. Ante esta situación Cortés envía a Vasco Porrazo a negociar con los indígenas.
Un año después Chilapa se convierte en Alcaldía Mayor dependiendo de la audiencia de México.
Los frailes Agustinos, Agustín de la Coruña y Jerónimo de San Esteban Jiménez establecen un convento y trazan la actual ciudad, haciendo bajar a los naturales del cerro de Chilapantepetl al pequeño valle, supuestamente anegado de agua rojiza, por lo que se le da al nuevo asentamiento el nombre de Chilapa que quiere decir chilar en el agua.
La llegada de los frailes Agustinos se realiza el 5 de octubre de 1533 por lo que esta fecha se celebra la fundación de la ciudad.

### Independencia de México
Durante la independencia Chilapa fue una de las plazas más codiciadas, tanto por insurgentes, como realistas.
En 1810 se levanta en armas Francisco Moctezuma a quien Miguel Hidalgo otorga el mando de capitán.
En 1811 Morelos toma la plaza de Chilapa y concreta la creación de la provincia de Techan. En 1822, al consumarse la independencia, queda al mando de Vicente Guerrero.
Para 1824 Chilapa pertenecía al Estado de México y era cabecera de distrito.
En 1847 los federalistas Juan Álvarez y Nicolás Bravo, después de haber derrotado a los conservadores en 1834, gestionan ante el congreso, la creación del Estado de Guerrero, en el cual Chilapa se considera como Municipio.
En 1871 a la cabecera se le da categoría de ciudad y en 1873, por decreto, el congreso le da el agregado de Álvarez como homenaje al General Juan Álvarez.
En 1914 el zapatista Jesús H. Salgado fue nombrado Gobernador provisional por una junta de jefes revolucionario del estado. Julio A. Gómez fue nombrado jefe de la zona de Chilapa.

## Gobierno
Actualmente el gobierno de Chilapa de Álvarez está compuesto por
- Presidente municipal, representado por Aldy Esteban Román, por el Partido Revolucionario Institucional para el periodo 2021-2024.[10]
- Síndico procurador de Justicia
- Secretaría General
- 10 regidores
  - Regidor de Cultura
  - Regidor de Desarrollo Urbano
  - Regidor de Comercio
  - Regidor de Desarrollo Rural
  - Regidor de Salud
  - Regidor de Medio Ambiente
  - Regidor de Atención Migrantes
  - Regidor de Equidad de Género
  - Regidor de Asuntos Indígenas
  - Regidor de Educación

### Representación legislativa
Para la elección de los Diputados locales al Congreso del Estado de Guerrero y de los Diputados federales a la Cámara de Diputados de México, Chilapa de Álvarez se encuentra integrado en los siguientes distritos electorales:

#### Local
| Distrito                                | Cabecera           | Diputado                         | Secciones | Partido | Ref.   |
| --------------------------------------- | ------------------ | -------------------------------- | --------- | ------- | ------ |
| Distrito electoral local 25 de Guerrero | Chilapa de Álvarez | Alicia Elizabeth Zamora Villalva | 85        |         | [ 11 ] |

#### Federal
| Distrito                                 | Cabecera           | Diputado                  | Secciones | Partido | Ref.   |
| ---------------------------------------- | ------------------ | ------------------------- | --------- | ------- | ------ |
| Distrito electoral federal 6 de Guerrero | Chilapa de Álvarez | Raymundo García Gutiérrez | 330       |         | [ 12 ] |

## Clima
Tiene un clima semicálido subhúmedo, esto gracias a su altitud de 1,400 metros sobre el nivel del mar. Su temperatura media anual ronda entre los 20° y 21° Celsius. Su temporal de lluvias es de junio a septiembre. Los meses más calurosos son abril, mayo y junio donde las temperaturas sobrepasan los 30 grados. La temporada más fría es el invierno, donde las temperaturas pueden caer hasta los 9 grados en diciembre y enero.
| Parámetros climáticos promedio de Chilapa de Álvarez (1,450 m s. n. m.) (Normales Climatológicas 1981-2010) | Parámetros climáticos promedio de Chilapa de Álvarez (1,450 m s. n. m.) (Normales Climatológicas 1981-2010) | Parámetros climáticos promedio de Chilapa de Álvarez (1,450 m s. n. m.) (Normales Climatológicas 1981-2010) | Parámetros climáticos promedio de Chilapa de Álvarez (1,450 m s. n. m.) (Normales Climatológicas 1981-2010) | Parámetros climáticos promedio de Chilapa de Álvarez (1,450 m s. n. m.) (Normales Climatológicas 1981-2010) | Parámetros climáticos promedio de Chilapa de Álvarez (1,450 m s. n. m.) (Normales Climatológicas 1981-2010) | Parámetros climáticos promedio de Chilapa de Álvarez (1,450 m s. n. m.) (Normales Climatológicas 1981-2010) | Parámetros climáticos promedio de Chilapa de Álvarez (1,450 m s. n. m.) (Normales Climatológicas 1981-2010) | Parámetros climáticos promedio de Chilapa de Álvarez (1,450 m s. n. m.) (Normales Climatológicas 1981-2010) | Parámetros climáticos promedio de Chilapa de Álvarez (1,450 m s. n. m.) (Normales Climatológicas 1981-2010) | Parámetros climáticos promedio de Chilapa de Álvarez (1,450 m s. n. m.) (Normales Climatológicas 1981-2010) | Parámetros climáticos promedio de Chilapa de Álvarez (1,450 m s. n. m.) (Normales Climatológicas 1981-2010) | Parámetros climáticos promedio de Chilapa de Álvarez (1,450 m s. n. m.) (Normales Climatológicas 1981-2010) | Parámetros climáticos promedio de Chilapa de Álvarez (1,450 m s. n. m.) (Normales Climatológicas 1981-2010) |
| Mes | Ene. | Feb. | Mar. | Abr. | May. | Jun. | Jul. | Ago. | Sep. | Oct. | Nov. | Dic. | Anual |
| --- | --- | --- | --- | --- | --- | --- | --- | --- | --- | --- | --- | --- | --- |
| Temp. máx. abs. (°C)                                                                                        | 36.0 | 37.0 | 37.0 | 37.0 | 37.0 | 34.5 | 34.0 | 33.0 | 32.0 | 30.0 | 31.0 | 36.0 | 36.0 |
| Temp. máx. media (°C)                                                                                       | 26.4 | 27.5 | 28.9 | 30.4 | 30.1 | 28.1 | 26.9 | 27.0 | 26.4 | 26.9 | 26.7 | 26.5 | 27.7 |
| Temp. media (°C)                                                                                            | 17.8 | 18.8 | 20.0 | 21.4 | 22.6 | 22.4 | 21.6 | 21.6 | 21.2 | 20.7 | 19.1 | 17.9 | 20.4 |
| Temp. mín. media (°C)                                                                                       | 9.2 | 10.2 | 11.1 | 12.4 | 15.1 | 16.8 | 16.3 | 16.2 | 16.0 | 14.5 | 11.5 | 9.4 | 13.2 |
| Temp. mín. abs. (°C)                                                                                        | -2.0 | 2.0 | 3.0 | 6.0 | 8.5 | 10.0 | 11.0 | 11.5 | 10.5 | 6.0 | 2.5 | 0.0 | -2.0 |
| Precipitación total (mm)                                                                                    | 17.0 | 11.9 | 9.4 | 11.3 | 51.6 | 168.9 | 210.9 | 183.9 | 167.1 | 71.3 | 17.2 | 2.1 | 922.6 |
| Días de precipitaciones (≥ 1 mm)                                                                            | 1.4 | 1.2 | 0.7 | 1.6 | 6.5 | 16.3 | 21.5 | 20.5 | 19.4 | 9.0 | 2.4 | 1.0 | 101.5 |
| Fuente: SMN Conagua Actualizado el 1 de abril de 2021.                                                      | | | | | | | | | | | | | |

## Demografía

### Población
Conforme al Censo de Población y Vivienda 2020 realizado por el Instituto Nacional de Estadística y Geografía (INEGI) con fecha censal del 27 de marzo de 2020, la ciudad de Chilapa de Álvarez contaba hasta ese año con un total de 33,783 habitantes, de dicha cifra, 15542 eran hombres y 18241 eran mujeres.
Notas
      Fuente:Instituto Nacional de Estadística y Geografía
- Censos de población (1900 - 1990, 2000, 2010 y 2020)[17]
- Conteos de Población (1995 y 2005)[17]

## Cultura
La ciudad de Chilapa es conocida por una extensa población de productores artesanos, caracterizados por ofrecer una amplia gama de típicas artesanías dentro de los mercados y tianguis locales. El apoyo por parte de organizaciones sociales del lugar, les ha permitido extender su comercio artesanal a lo largo y ancho de la república mexicana siendo reconocidos dichos productos como característico del lugar en otros sitios.

### Monumentos históricos y sitios de interés

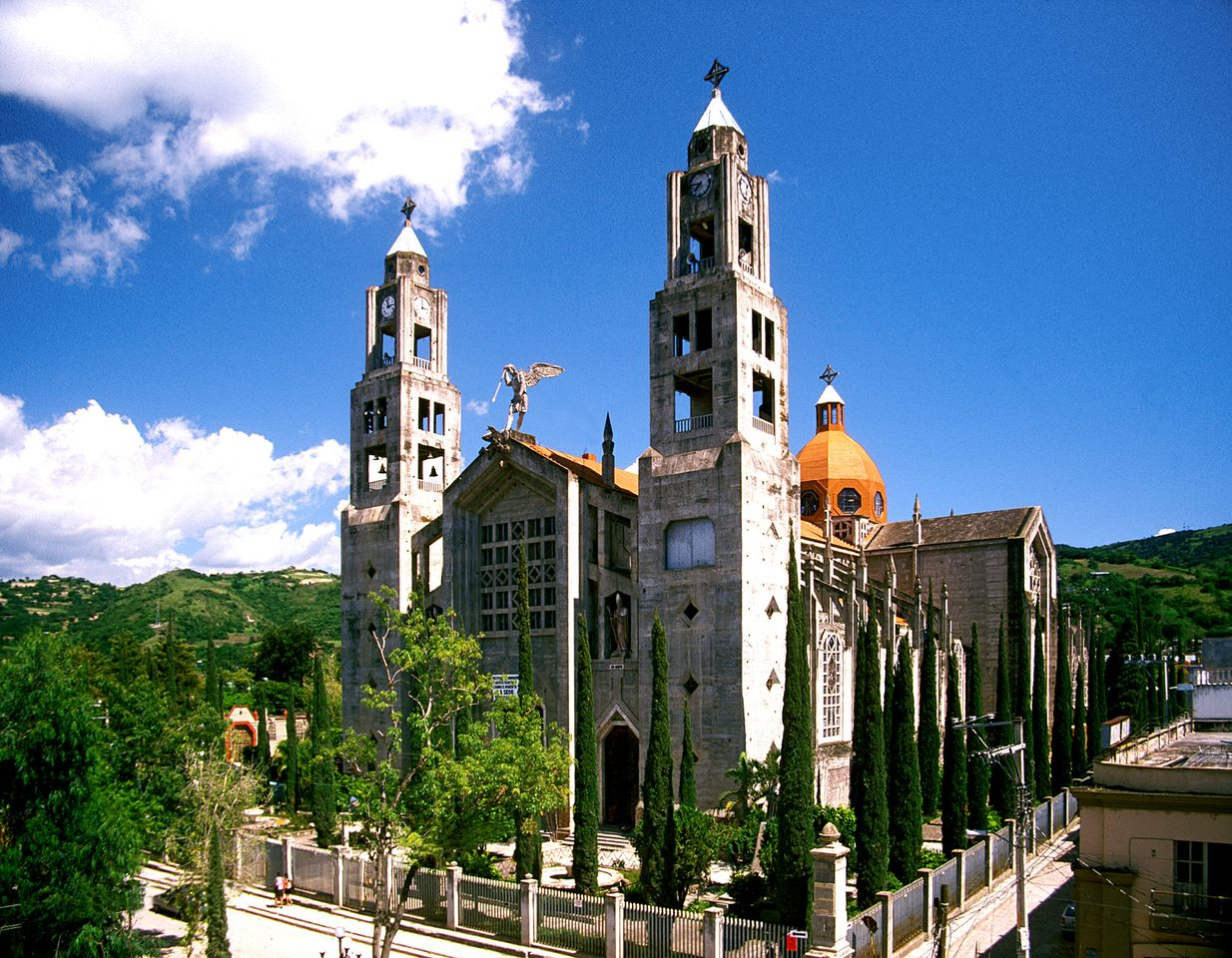
Concatedral de la Asunción de María.

Chilapa de Álvarez cuenta con edificaciones históricas, las cuales están protegidas en el estado por el Registro Público de Monumentos y Zonas Arqueológicas del INAH, de acuerdo a la Ley Federal sobre Monumentos y Zonas Arqueológicas, Artísticos e Históricos de México.

#### Arquitectura religiosa
- Concatedral de la Asunción de María, dedicada a la Virgen de la Asunción, es el principal templo católico de la ciudad de Chilapa de Álvarez, en el estado mexicano de Guerrero y el segundo de la diócesis de Chilpancingo-Chilapa. Por órdenes de Monseñor Ramón Ibarra y González, se ordena la construcción del templo de Chilapa, de grandes proporciones. Este fue destruido por un incendio, en el año de 1930. El entonces Obispo de Chilapa, encarga las obras a Federico Mariscal, quien retoma la construcción y culmina las obras del templo.[19]